# Sabah FC
Der Sabah Football Club ist ein Fußballverein aus Sabah. Aktuell spielt die Fußballmannschaft in der höchsten Liga des Landes, der Malaysian Super League. Die Mannschaft ist auch unter dem Namen Tembadau bekannt.

## Erfolge
- Malaysia Cup

Finalist: 1996, 2002, 2003
- Liga Perdana

Meister: 1996
- Malaysia Premier League

Meister: 2019  ▲
Vizemeister: 2001, 2010
- Malaysia FA Cup

Sieger: 1995
Finalist: 1993, 1994, 1998
- Piala Sumbangsih

Finalist: 1996
- Borneo Cup

Sieger: 1962, 1963, 1967, 1969, 1970, 1971, 1972, 1977, 1978, 1979, 1980, 1984, 1985
2. Platz: 1987

## Stadion
Seine Heimspiele trägt der Verein im Likas Stadium in Kota Kinabalu aus. Das Stadion hat ein Fassungsvermögen von 35.000 Personen.
Als Ausweichstadion wird das Penampang Stadium oder das Tawau Stadium genutzt.

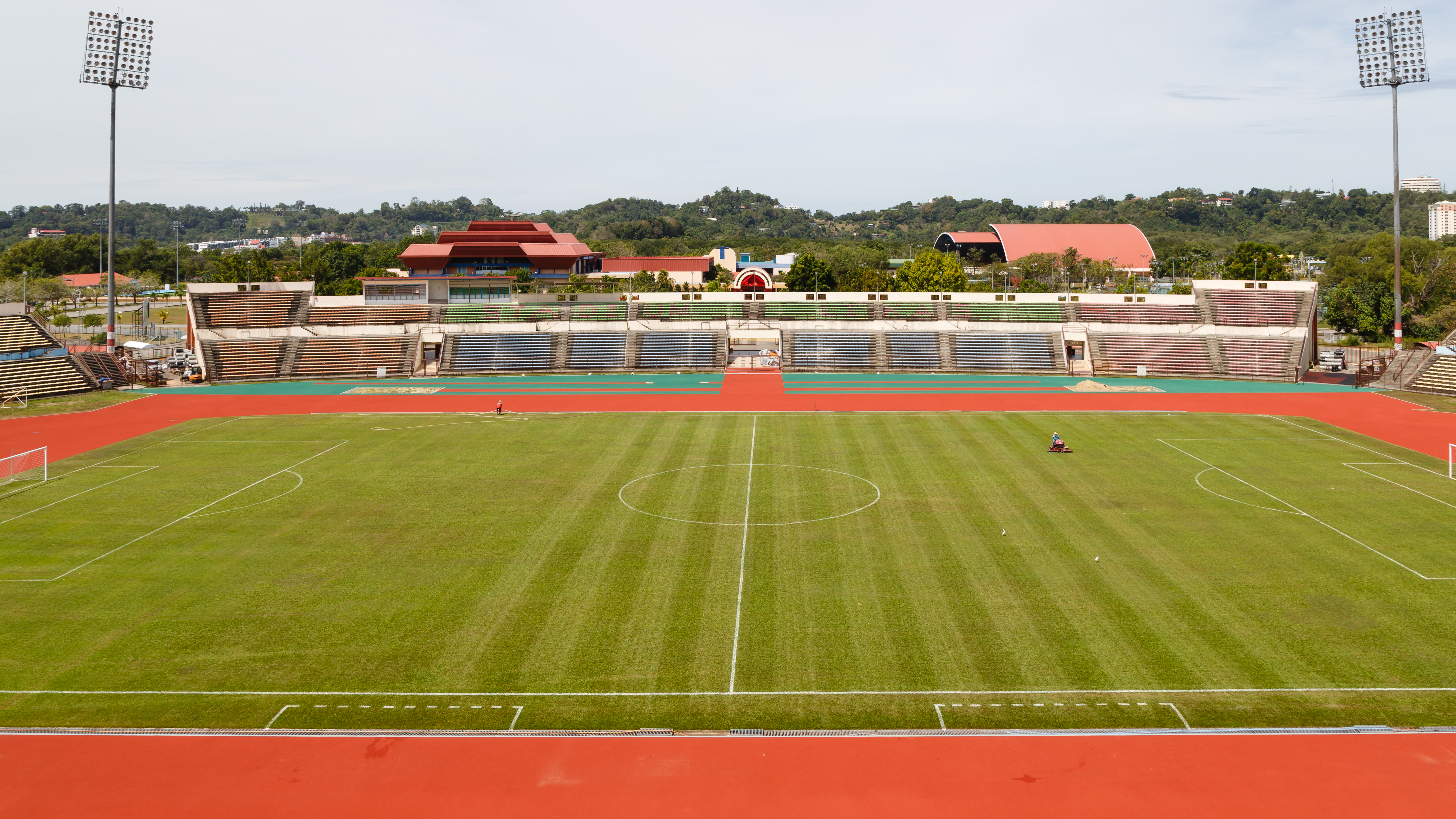
Likas Stadium

Koordinaten: 5° 59′ 0″ N, 116° 5′ 44″ O

## Trainer seit 1979
| Name                       | Zeit bei Sabah FA | Zeit bei Sabah FA |
| Name                       | von               | bis               |
| -------------------------- | ----------------- | ----------------- |
| Stanley Chew               |                   | 1979              |
| Gerd Schmidt               | 1980              | 1983              |
| James Wong                 | 1984              |                   |
| Stanley Chew               | 1985              |                   |
| Azah Ezrein                | 1896              |                   |
| Stanley Chew               | 1987              | 1988              |
| Frank Upton                | 1989              | 1990              |
| Roy Lorenson               | 1990              | 1992              |
| Oldřich Sedláček           | 1992              | 1995              |
| Kelly Tham                 | 1995              | 1996              |
| Ron Smith                  | 1996              | 1997              |
| Ken Shellito               | 1998              |                   |
| Justin Ganai               | 1999              |                   |
| Ken Worden                 | 1999              |                   |
| David Woodfield            | 2000              | 2001              |
| Peter Butler               | 2001              | 2004              |
| José Garrido               | 2004              | 2005              |
| José Luis                  | 2005              |                   |
| Justin Ganai               | 2005              | 2006              |
| Drago Mamić                | 2007              | 2008              |
| Wathiq Naji Jasim          | 2008              | 2009              |
| Mohd Asyraaf Fong Abdullah | 2009              |                   |
| Gary Phillips              | 2010              | 2011              |
| Justin Ganai               | 2011              | 2012              |
| Andrew Majjangkim          | 2012              |                   |
| David McCreery             | 2012              | 2013              |
| Johnny Dominicus           | 2013              |                   |
| Milomir Šešlija            | 2014              |                   |
| Mike Mulvey                | 2015              |                   |
| Justin Ganai               | 2015              |                   |
| Vjeran Simunić             | 2015              | 2016              |
| Steve Vilmiaire            | 2016              | 2017              |
| Jelius Ating               | 2017              | 2019              |
| Kurniawan Yulianto         | 2020              |                   |

## Beste Torschützen seit 2013
| Saison | Name                                | Tore |
| ------ | ----------------------------------- | ---- |
| 2013   | Koh Traore                          | 15   |
| 2014   | Marwan Sayedeh                      | 8    |
| 2015   | Éamon Zayed                         | 10   |
| 2016   | Igor Čerina                         | 6    |
| 2017   | Lee Kil-hoon                        | 5    |
| 2018   | Hector Ramos                        | 14   |
| 2019   | Rodoljub Paunović                   | 11   |
| 2020   | Dennis Buschening Rodoljub Paunovic | 4    |
| 2021   |                                     |      |

## Ausrüster und Sponsoren
| Jahr          | Ausrüster | Hauptsponsor                              |
| ------------- | --------- | ----------------------------------------- |
| 2005          | Line 7    | TM (Telekom Malaysia)                     |
| 2005 bis 2006 | Line 7    | TM Net                                    |
| 2006 bis 2007 | Line 7    | TM (Telekom Malaysia)                     |
| 2007 bis 2008 | Line 7    | Celcom                                    |
| 2009          | Line 7    | Streamyx                                  |
| 2010          | Carino    | TM (Telekom Malaysia)                     |
| 2011 bis 2012 | Adidas    | Kein Sponsor                              |
| 2013          | Adidas    | Graceone                                  |
| 2014          | Carino    | BSA                                       |
| 2015          | Adidas    | Globaltec                                 |
| 2016          | Adidas    | Sabah Energy / Asian Supply Base          |
| 2017          | Carino    | Sabah Energy / Asian Supply Base          |
| 2018          | Carino    | Sabah Energy / Asian Supply Base / Sawitt |
| 2019          | Carino    | N/A                                       |
| 2020          |           |                                           |